# همت (هفته‌نامه)
همت نشریه‌ای بود که به صورت هفته‌نامه در ایران منتشر می‌گردید.
نشریه همت، نشریه‌ای وابسته به انصار حزب‌الله و نام آن مخفف «هسته‌های مقاومت تاکتیکی» بود.
سابقه انتشار این هفته‌نامه به سال ۱۳۸۵ مربوط می‌شود ولی نخستین شماره رسمی این هفته‌نامه که صاحب امتیاز آن موسسه حفظ و بسط ارزش‌های دفاع مقدس بود در شهریور ماه ۱۳۸۷ با مدیر مسئولی حسن سماواتی و سردبیری علی سیناییان منتشر شد. همچنین در مورد مسئولان این نشریه اسم دو فرد به نام‌های حسین نوبختی که سایت نوسازی را اداره می‌کرد و بعدها بعلت اهانت به حسن خمینی توقیف شد و دیگری علی بدری از انصار حزب‌الله کرج مطرح شد که نوبختی این ادعا را رد کرد و بدری در مورد آن اظهار نظری نکرد.
گفته می‌شود این هفته‌نامه به اسفندیار رحیم‌مشایی نزدیک است و شیوه مطالب و عکس‌های آن به رویکرد انتخاباتی این نشریه نسبت داده می‌شود.

## ماجرای توقیف اول نشریه
در بهمن ماه سال ۱۳۸۷ هفته‌نامه همت بعلت انتشار عکس و تیتری با عنوان «احمدی‌نژادکشون» توقیف شد. این عکس شامل تصاویر هاشمی رفسنجانی به همراه تعدادی از چهره‌های سیاسی ایران با عنوان برجسته احمدی‌نژادکشون بود.

## ماجرای توقیف دوم نشریه
این نشریه پس از رفع توقیف و انتشار دوباره، در تاریخ ۲۲ دی ماه ۱۳۸۸ با انتشار عکس و مطالبی تحت عنوان «همه یاران هاشمی» تعداد زیادی از شخصیت‌های کشور را در صف هاشمی رفسنجانی قرار داد که این امر منجر به توقیف آن توسط دادستانی تهران گردید.

### واکنشها
علی خامنه‌ای رهبر ایران از اقدام قوه قضائیه در توقیف این نشریه اظهار رضایت کرد. همچنین حسن خمینی این اقدام نشریه همت را به نفع هاشمی رفسنجانی دانسته و پسر همت از سواستفاده جریان‌های تندرو از نام همت انتقاد کرده‌است.
غلامحسین الهام ارتباط خود را با این نشریه تکذیب کرده و همکاری خود را فقط با نشریه‌ای با همین عنوان در مشهد دانسته‌است. فاطمه رجبی همسر وی نیز همکاری با گردانندگان این نشریه را رد کرده‌است.

## هفته نامه همت ۲
پنج روز پس از توقیف هفته‌نامه همت، نشریه دیگری با صاحب امتیازی موسسه حفظ و بسط ارزش‌های دفاع مقدس و با همان شکل نشریه همت و تحت عنوان «موج اندیشه» با تیتر روی جلد « امت امام خامنه‌ای» منتشر شد.این شماره از نشریه دارای ویژه نامه‌ای به نام «همت ۲» بود. نهایتاً در ۲۸ دی ماه ۱۳۸۸ این نشریه به همراه نشریه همت توسط شورای نظارت بر مطبوعات لغو امتیاز شد. و در ۲۹ دی دفاتر این دو نشریه پلمب و مدیر مسئول هفته نامه موج اندیشه تحت پیگرد قانونی قرار گرفت.

## دلایل توقیف
دادسرای تهران در بهمن‌ماه ۱۳۸۸ با صدور اطلاعیه‌ای دلایل توقیف نشریات همت را بدین مضمون اعلام‌نمود:
1. توهین به روسای قوا و نشراکاذیب
2. عدم درج نام مدیر مسئول در نشریه
3. استفاده ازاسامی مجعول و غیرواقعی برای نویسندگان مطالب
4. رعایت نکردن دستور قضایی در عدم انتشار نشریه[۱۴]